# بيوتي غونزاليس
بيوتي غونزاليس هي عارضة وممثلة فلبينية، ولدت في 14 أكتوبر 1993 في دوماغويتي في الفلبين.